# 駐香港台北経済文化弁事処
駐香港台北経済文化弁事処（大陸委員会香港弁事処）は、中華民国（台湾）の香港における実務関係の在外機構である。

## 概要
処長は、中華民国行政院大陸委員会の香港事務局の局長を兼任している。創設時の処長は江素恵。以前は金鐘のリッポーセンターの第一タワーに位置していた。
対する香港特別行政区政府は、台北市に香港経済貿易文化弁事処を置いている。

## 歴史

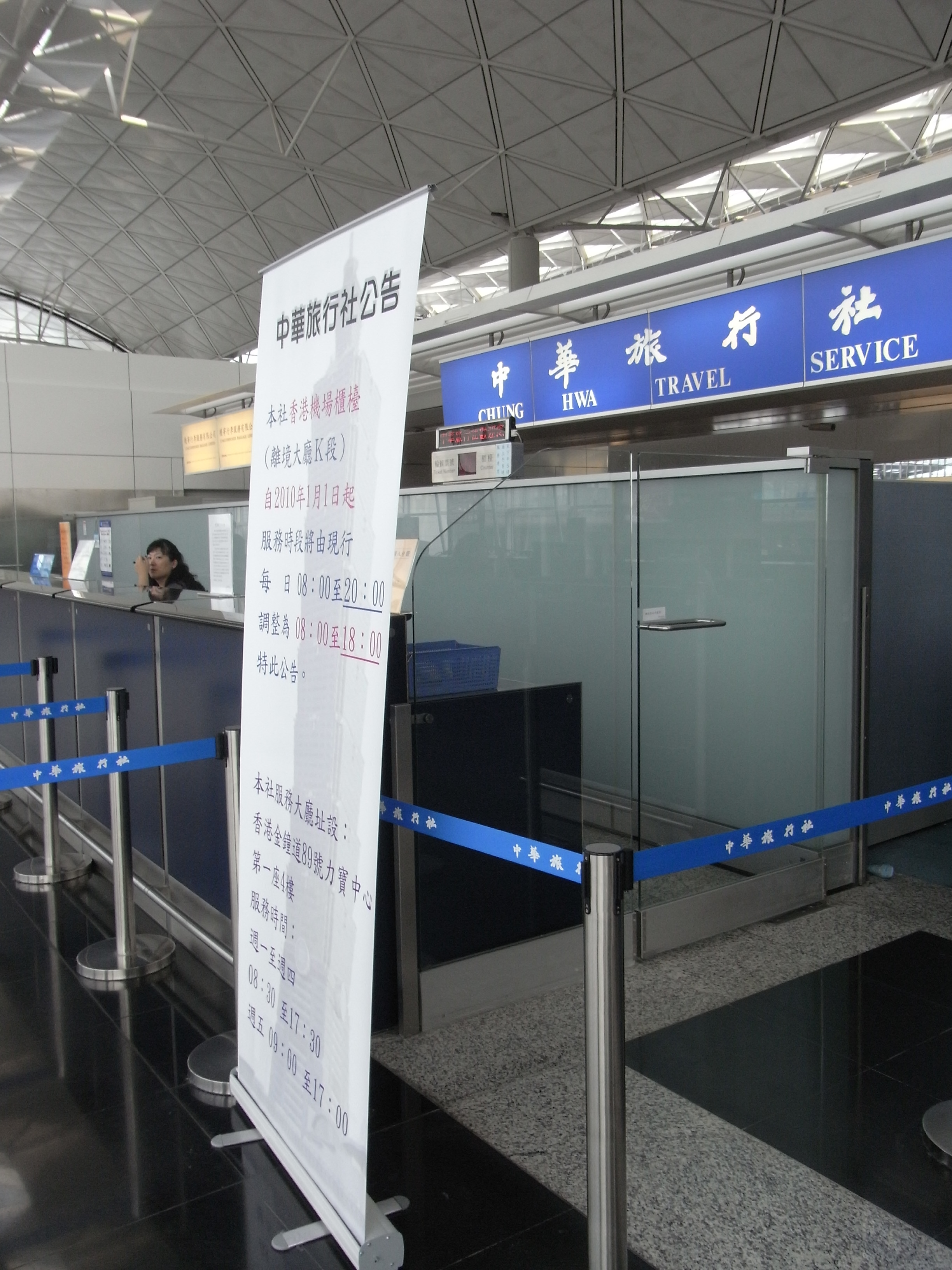
香港空港ターミナル1の中華旅行社の窓口

かつて中華民国の香港における最高級官僚は中華民国外交部駐両広特派員であり、九龍・油麻地の長沙街にあるその事務所は「中華民国外交部両広特派員公署駐香港辦事処」と称していた。この職位は外交部部長および広東省政府主席の両者に対して責任を負い、1940年代末期には中国国民政府の香港における最高級官僚と看做されていた。
国民政府は、1945年には駐香港総領事の任命についてイギリスと交渉していたが、結果的に総領事の任命は断念され、植民地の代表である郭德華（T.W. Kwok、Kuo Teh-hua）を香港特派員に任命した。郭はこれに加えて外交部両広特派員も務めた。
また、九龍城砦の跡地に両広特派員のオフィスビルを建てることに、香港総督のアレキサンダー・グランサムが反対するなど、植民地当局との間にも意見の相違があった。1947年末からの九龍城砦の統治権を巡る両者の対立は、1948年には香港政庁による家屋の撤去とそれに対する大規模な民衆抗議である「九龍城事件」へ発展した。
国共内戦の結果中華民国政府は台湾へ撤退し、1950年、イギリスが植民地香港の維持のために中華人民共和国を承認すると、特派員公署は閉鎖され、郭は香港を離れた。
駐香港台北経済文化弁事処は、イギリス領香港時代の1966年に香港に設立され、当初は中華旅行社として知られていた。英国当局が一方的に拡張した準外交的な取り決めに基づいて運営されていた。
1997年の香港返還以降も、香港特別行政区政府に正式に登録されていないにもかかわらず、事務は継続されていた。1997年の香港返還以降も、香港特別行政区政府に正式に登録されていないにもかかわらず、中華旅行社の業務は継続されていた。2000年になって、中華人民共和国政府は中華旅行社が香港で継続して営業できる条件を提示したが、大陸委員会はその詳細を明らかにしなかった。
2004年には、新しく就任した中華旅行社の総経理が香港へ入境するための許可が下りるまでに5ヶ月もかかった。同様に、中華民国政府の他の関係者も、香港訪問のための査証の取得に苦労した。
2009年には、中華旅行社は香港国際空港に査証発給所を開設し、台湾を訪れる中国の旅行者が金鐘の本社まで行かなくても、空港で査証を取得できるようにした。
2011年7月20日、大陸委員会の賴幸媛主任委員が主宰する式典で、中華旅行社は駐香港台北経済文化弁事処に改称された。これにより、すでに処名に「台北」が含まれていた世界の他のほとんどの台北経済文化代表処と同じになった。この名称変更は、中台関係の改善へ向けた試金石と考えられた。
2021年6月20日、香港特別行政区政府が一つの中国を支持する文書への署名を駐香港台北経済文化弁事処の処員に要求したため、中華民国当局は同処で勤務する処員を呼び戻した。2021年12月20日、オフィス全体が金鐘のリッポーセンターから湾仔のセントラルプラザへの移転を完了した。

## 交通手段
駐香港台北経済文化弁事処は、香港MTRの金鐘駅から西へ徒歩圏内にある。